# Dmitry Nelyubin
Dmitry Vladislavovich Nelyubin (8 de fevereiro de 1971 — 1 de janeiro de 2005) foi um ciclista soviético.
Conquistou a medalha de ouro pela União Soviética nos Jogos Olímpicos de Verão de 1988 na prova de perseguição por equipes (4 000 m).
Filho de Vladislav Nelyubin.